# Arcidiocesi di Tulancingo

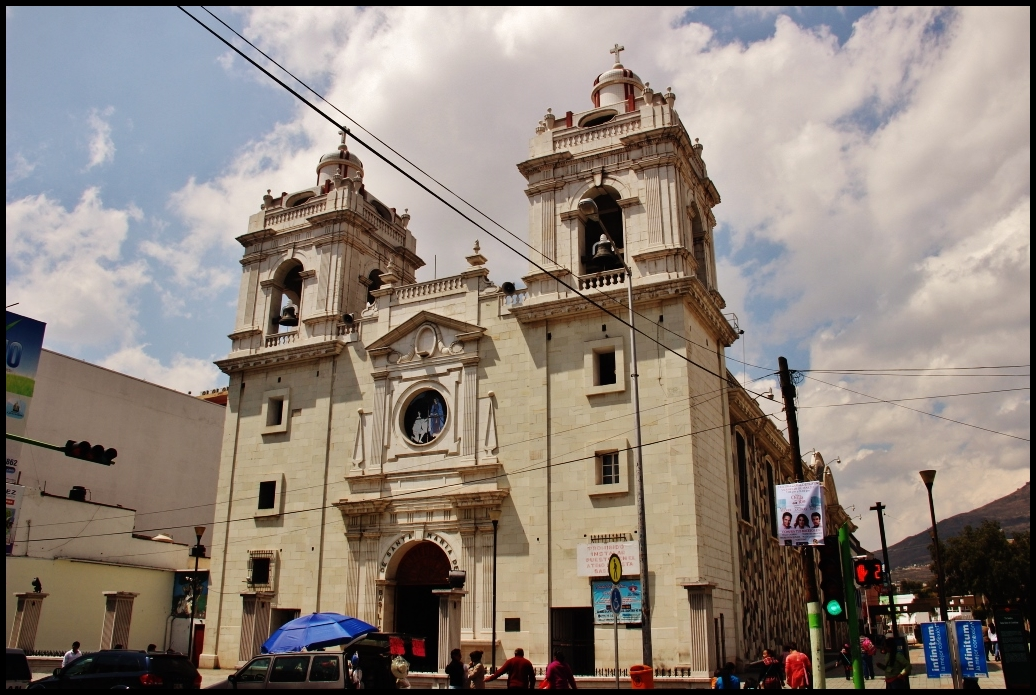
La basilica minore di Nostra Signora di Guadalupe a Pachuca.

L'arcidiocesi di Tulancingo (in latino Arcidioecesis Tulancingensis) è una sede metropolitana della Chiesa cattolica in Messico. Nel 2022 contava 1.584.000 battezzati su 1.789.000 abitanti. È retta dall'arcivescovo Óscar Roberto Domínguez Couttolenc, M.G.

## Territorio
L'arcidiocesi comprende 49 comuni sparsi in 3 stati del Messico: 32 nello stato di Hidalgo, 14 in quello di Puebla e 3 nello stato di Veracruz.
Sede arcivescovile è la città di Tulancingo, dove si trova la cattedrale di San Giovanni Battista. Nell'arcidiocesi sorgono anche due basiliche minori: l'Immacolata Concezione a Chignahuapan, e Nostra Signora di Guadalupe a Pachuca.
Il territorio si estende su 10.696 km² ed è suddiviso in 93 parrocchie.

### Provincia ecclesiastica
La provincia ecclesiastica di Hidalgo, istituita nel 2006, comprende l'arcidiocesi di Tulancingo e le seguenti suffraganee:
- diocesi di Huejutla,
- diocesi di Tula.

## Storia
La diocesi di Tulancingo fu eretta il 26 gennaio 1863 con la bolla In universa gregis di papa Pio IX, ricavandone il territorio dall'arcidiocesi di Città del Messico, di cui era originariamente suffraganea.
In seguito, cedette a più riprese porzioni del suo territorio a vantaggio dell'erezione di nuove diocesi:
- la diocesi di Huejutla il 24 novembre 1922;
- la diocesi di Tula il 27 febbraio 1961;
- la diocesi di Tuxpan il 9 giugno 1962.

Il 25 novembre 2006 con la bolla Mexicani populi di papa Benedetto XVI la diocesi è stata elevata al rango di arcidiocesi metropolitana, assegnandole come suffraganee le diocesi di Huejutla e di Tula.

## Cronotassi dei vescovi
Si omettono i periodi di sede vacante non superiori ai 2 anni o non storicamente accertati.
- Juan Bautista de Ormeachea y Ernáez † (19 marzo 1863 - 19 marzo 1884 deceduto)
- Agustín de Jesús Torres y Hernández, C.M. † (30 luglio 1885 - 29 settembre 1889 deceduto)
- José María Armas y Rosales † (4 giugno 1891 - 14 maggio 1898 deceduto)
- Maximiano Reynoso y del Corral † (28 novembre 1898 - 1901 dimesso[2])
- José Mora y del Río † (23 novembre 1901 - 15 settembre 1907 nominato arcivescovo di León)
- José Juan de Jésus Herrera y Piña † (23 settembre 1907 - 7 marzo 1921 nominato arcivescovo di Linares o Nueva León)
- Vicente Castellanos y Núñez † (26 agosto 1921 - 16 settembre 1932 dimesso[3])
- Luis María Altamirano y Bulnes † (13 marzo 1933 - 1º maggio 1937 nominato arcivescovo coadiutore di Morelia[4])
- Miguel Darío Miranda y Gómez † (1º ottobre 1937 - 20 dicembre 1955 nominato arcivescovo coadiutore di Città del Messico[5])
- Adalberto Almeida y Merino † (28 maggio 1956 - 14 aprile 1962 nominato vescovo di Zacatecas)
- José Esaul Robles Jiménez † (24 luglio 1962 - 12 dicembre 1974 nominato vescovo di Zamora)
- Pedro Aranda Díaz-Muñoz † (10 aprile 1975 - 4 giugno 2008 ritirato)
- Domingo Díaz Martínez (4 giugno 2008 - 3 luglio 2024 ritirato)
- Óscar Roberto Domínguez Couttolenc, M.G., dal 3 luglio 2024

## Statistiche
L'arcidiocesi nel 2022 su una popolazione di 1.789.000 persone contava 1.584.000 battezzati, corrispondenti all'88,5% del totale.
| anno | popolazione | popolazione | popolazione | presbiteri | presbiteri | presbiteri | presbiteri                | diaconi | religiosi | religiosi | parrocchie |
| anno | battezzati  | totale      | %           | numero     | secolari   | regolari   | battezzati per presbitero | diaconi | uomini    | donne     | parrocchie |
| ---- | ----------- | ----------- | ----------- | ---------- | ---------- | ---------- | ------------------------- | ------- | --------- | --------- | ---------- |
| 1950 | 626.600     | 629.800     | 99,5        | 74         | 72         | 2          | 8.467                     |         | 5         | 153       | 56         |
| 1966 | 613.457     | 632.467     | 97,0        | 94         | 93         | 1          | 6.526                     |         | 10        | 215       | 53         |
| 1970 | 656.868     | 677.712     | 96,9        | 89         | 89         |            | 7.380                     |         | 7         | 238       | 53         |
| 1976 | 724.895     | 748.579     | 96,8        | 79         | 79         |            | 9.175                     |         | 5         | 224       | 54         |
| 1980 | 898.990     | 961.180     | 93,5        | 83         | 79         | 4          | 10.831                    |         | 8         | 137       | 56         |
| 1990 | 1.137.944   | 1.226.384   | 92,8        | 82         | 78         | 4          | 13.877                    |         | 8         | 195       | 58         |
| 1999 | 1.940.000   | 2.000.000   | 97,0        | 148        | 146        | 2          | 13.108                    |         | 10        | 150       | 74         |
| 2000 | 1.940.000   | 2.000.000   | 97,0        | 155        | 153        | 2          | 12.516                    |         | 10        | 150       | 74         |
| 2001 | 1.940.000   | 2.000.000   | 97,0        | 157        | 155        | 2          | 12.356                    |         | 10        | 150       | 83         |
| 2010 | 1.480.845   | 1.607.000   | 92,1        | 170        | 162        | 8          | 8.710                     | 1       | 29        | 176       | 84         |
| 2014 | 1.589.000   | 1.741.000   | 91,3        | 161        | 155        | 6          | 9.869                     | 1       | 18        | 179       | 88         |
| 2017 | 1.512.200   | 1.707.300   | 88,6        | 155        | 149        | 6          | 9.756                     | 1       | 15        | 179       | 90         |
| 2020 | 1.557.600   | 1.758.600   | 88,6        | 164        | 154        | 10         | 9.497                     | 1       | 30        | 171       | 93         |
| 2022 | 1.584.000   | 1.789.000   | 88,5        | 163        | 152        | 11         | 9.717                     |         | 23        | 162       | 93         |